# Hôpital Dom Vicente Scherer

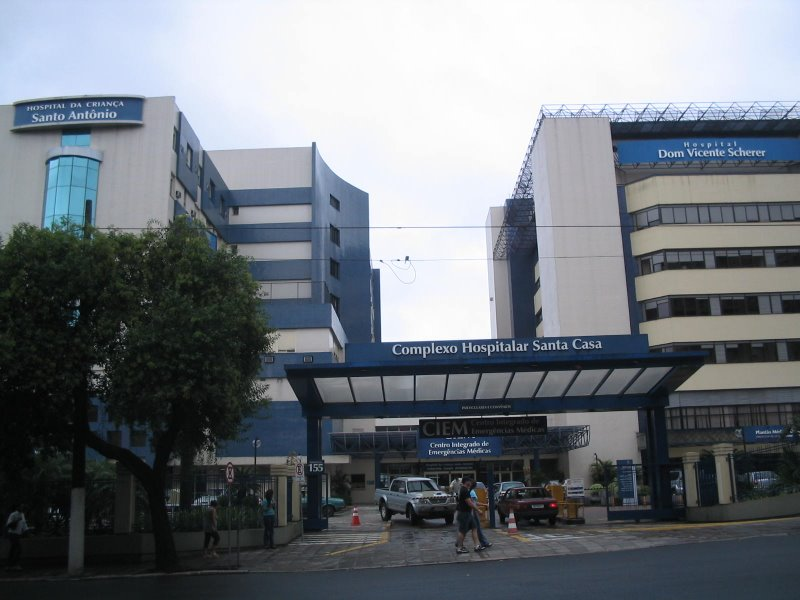
À droite, le bâtiment de l'Hôpital Dom Vicente Scherer.

L'Hôpital Hôpital Dom Vicente Scherer est une unité du complexe hospitalier de la Santa Casa de Misericórdia de Porto Alegre. En plus d'être un centre de médecine clinique, il possède le premier Centre de transplantations de tous les types d'organes et de tissus d'Amérique latine.